# Козубенко Василь Овсійович
Васи́ль Овсі́йович Козу́бенко (24 серпня 1899, Жоравка, Яготинський район, Київська область — 17 вересня 1971, Харків) — український учений-селекціонер радянських часів, 1963 — лауреат Ленінської премії, доктор сільськогосподарських наук (1959), професор (1967), радянські державні нагороди. Член-кореспондент ВАСГНІЛ (1959).

## Життєпис
Народився 1899 року у волосному центрі — в селі Жоравка (сучасний Яготинській район Київської області). 1928 року закінчив Полтавський сільськогосподарський інститут.
Працював викладачем Золотоніського педагогічного училища, протягом 1934—1939 років — завідувач відділу селекції Кубанської дослідної станції (місто Армавір). У 1939—1940 роках працював у Артемівській селекційній станції (Донецька область), з 1940 по 1958 рік — в Чернігівській сільськогосподарській дослідній станції.
Протягом 1958—1969 років — завідувач лабораторії селекції кукурудзи Українського НДІ рослинництва, селекції і генетики (Харків).
Займався науковими дослідженнями селекції кукурудзи на скоростиглість, удосконаленням хімічного складу, двокачанності.
Створив і впровадив у виробництво 15 сортів й гібридів — з них Харківський 10Т, Харківський силосний 1Т, Київський 8ТВ — та ліній кукурудзи.

## Серед робіт
- «Селекція кукурудзи на двокачанність», «Землеробство», № 1, 1955
- «Методи та результати роботи по селекції кукурудзи», «Кукурудза», № 1, 1965
- «Генетика та методи селекції», «Генетика», № 3, 1965
- «Селекція на покращення хімічного складу», «Кукурудза», № 11, 1965

## Родина
Його син — Козубенко Леонід Васильович, доктор сільськогосподарських наук, професор, заслужений діяч науки і техніки України.